# Dale Tallon
Michael "Dale" Tallon, född 19 oktober 1950, är en kanadensisk befattningshavare och före detta ishockeyspelare som är general manager och executive vicepresident för ishockeyverksamheten för den amerikanska ishockeyorganisationen Florida Panthers i NHL.

## Ishockeyspelare
Tallon draftades i första rundan i 1970 års draft av Vancouver Canucks som andra spelare totalt.
Tallon tillbringade tio säsonger i den nordamerikanska ishockeyligan National Hockey League (NHL), där han spelade för ishockeyorganisationerna Vancouver Canucks, Chicago Blackhawks och Pittsburgh Penguins. Han producerade 336 poäng (98 mål och 238 assists) samt drog på sig 568 utvisningsminuter på 642 grundspelsmatcher. Han spelade även på lägre nivåer för Syracuse Firebirds i AHL, Dallas Black Hawks i CHL och Oshawa Generals och Toronto Marlboros i OHA.

## Kommentator och befattningshavare
Direkt efter att Tallon slutade som aktiv ishockeyspelare fick han jobb som expert i sportsändningarna rörande Chicago Blackhawks. han var i den branschen fram till 1996, när han blev anställd av Blackhawks som chef för spelarpersonalen (Director of Player Personnel), den som sköter bland annat samspelet mellan spelarna och tränaren respektive ledningen. Han var på den positionen till 2002. Mellan 2002 och 2003 jobbade han återigen som expert i Blackhawks sportsändningar. Den 5 november 2003 blev Tallon anställd som assisterande general manager för Blackhawks. Den 21 juni 2005 meddelades det att deras general manager Bob Pulford fick lämna organisationen och att Tallon blev befordrad till bli ersättaren till Pulford. Dagen efter blev tränaren Brian Sutter sparkad. Han har varit ansvarig för att Blackhawks åter blivit en maktfaktor i NHL med att drafta spelare som Jonathan Toews och Patrick Kane, tradat spelare som Patrick Sharp (från Philadelphia Flyers) och Martin Havlát (från Ottawa Senators) och skrivit kontrakt med free agents Nikolaj Chabibulin (från Tampa Bay Lightning) och Brian Campbell (från San Jose Sharks). Den 2 juli 2007 förlängde Tallon sitt kontrakt med Blackhawks med ytterligare två år. Den 15 juli 2009 meddelade Blackhawks att man hade valt att degradera Tallon från general manager till senior rådgivare åt den nya general managern Stan Bowman. Tallon fick en Stanley Cup–ring och fick sitt namn ingraverad på Stanley Cup–bucklan efter att Blackhawks vann Stanley Cup säsongen 2009–2010. Den 17 maj 2010 blev det offentligt att Florida Panthers hade anställt Tallon som sin nya general manager och executive vicepresident för ishockeyverksamheten. Den 6 juni 2012 förlängde Tallon sitt kontrakt med Panthers i ytterligare två år.

## Statistik
| 1967–1968  | Oshawa Generals     | OHA        | 50  | 12 | 31  | 43  | 88  | —  | —  | —  | —  | —  |
| 1968–1969  | Toronto Marlboros   | OHA        | 48  | 17 | 32  | 49  | 80  | 6  | 6  | 2  | 8  | 8  |
| 1969–1970  | Toronto Marlboros   | OHA        | 54  | 39 | 40  | 79  | 128 | 18 | 12 | 17 | 29 | 13 |
| 1970–1971  | Vancouver Canucks   | NHL        | 78  | 14 | 42  | 56  | 58  | —  | —  | —  | —  | —  |
| 1971–1972  | Vancouver Canucks   | NHL        | 69  | 17 | 27  | 44  | 78  | —  | —  | —  | —  | —  |
| 1972–1973  | Vancouver Canucks   | NHL        | 75  | 13 | 24  | 37  | 83  | —  | —  | —  | —  | —  |
| 1973–1974  | Chicago Black Hawks | NHL        | 65  | 15 | 19  | 34  | 36  | 11 | 1  | 3  | 4  | 29 |
| 1974–1975  | Chicago Black Hawks | NHL        | 35  | 5  | 10  | 15  | 28  | 8  | 1  | 3  | 4  | 4  |
|            | Dallas Black Hawks  | CHL        | 7   | 1  | 4   | 5   | 14  | —  | —  | —  | —  | —  |
| 1975–1976  | Chicago Black Hawks | NHL        | 80  | 15 | 47  | 62  | 101 | 4  | 0  | 1  | 1  | 8  |
| 1976–1977  | Chicago Black Hawks | NHL        | 70  | 5  | 16  | 21  | 65  | 2  | 0  | 1  | 1  | 0  |
| 1977–1978  | Chicago Black Hawks | NHL        | 75  | 4  | 20  | 24  | 66  | 4  | 0  | 2  | 2  | 0  |
| 1978–1979  | Pittsburgh Penguins | NHL        | 63  | 5  | 24  | 29  | 35  | —  | —  | —  | —  | —  |
| 1979–1980  | Pittsburgh Penguins | NHL        | 32  | 5  | 9   | 14  | 18  | 4  | 0  | 0  | 0  | 4  |
|            | Syracuse Firebirds  | AHL        | 6   | 0  | 1   | 1   | 4   | —  | —  | —  | —  | —  |
| NHL totalt | NHL totalt          | NHL totalt | 642 | 98 | 238 | 336 | 568 | 33 | 2  | 10 | 12 | 45 |
| AHL totalt | AHL totalt          | AHL totalt | 6   | 0  | 1   | 1   | 4   | —  | —  | —  | —  | —  |
| CHL totalt | CHL totalt          | CHL totalt | 7   | 1  | 4   | 5   | 14  | —  | —  | —  | —  | —  |
| OHA totalt | OHA totalt          | OHA totalt | 152 | 68 | 103 | 171 | 296 | 24 | 18 | 19 | 37 | 21 |

## Golfspelare
Tallon var en lovande golfspelare när han var ung och vann det kanadensiska juniormästerskapet 1969.